# موسیر (اورگن)
موسیر (به انگلیسی: Mosier) شهری در شهرستان جکسون ایالت اورگن است و در سرشماری سال ۲۰۱۱ میلادی، ۴۲۳ نفر جمعیت داشته که نسبت به سال ۲۰۱۰، ۰٫۴۶ درصد رشد جمعیت داشته‌است.